# Mehdi Fennouche
Mehdi Fennouche (sinh 20 tháng 2 năm 1993) là một cầu thủ bóng đá Algérie thi đấu ở vị trí tiền vệ cánh cho câu lạc bộ Bulgaria Cherno More Varna.

## Sự nghiệp
Anh ra mắt chuyên nghiệp cho Toulouse vào tháng 9 năm 2013, trước Saint-Étienne, thay cho Wissam Ben Yedder ở phút thứ 82. Fennouche đại diện Algérie ở cấp độ U-20, tham gia ở UNAF U-20 Tournament 2012. Anh ký với AFC Tubize ngày 1 tháng 9 năm 2014.
Vào tháng 1 năm 2017, Fennouche ký hợp đồng cho câu lạc bộ Bulgarian First League Lokomotiv Gorna Oryahovitsa. Anh rời câu lạc bộ cuối mùa giải sau sự xuống hạng Second League và gia nhập câu lạc bộ hạng cao nhất Vereya vào tháng 7 năm 2017, sau khi thử việc thành công.
Ngày 8 tháng 1 năm 2018, Fennouche ký hợp đồng với Cherno More, một câu lạc bộ Bulgaria. Ngày 17 thahngs 2, anh ra mắt trong thất bại 1–4 sân nhà trước Beroe.